# Kozakken-Hetmanaat
Het Kozakken-Hetmanaat (Oekraïens: Гетьманщина, Hetmansjtsjyna) was een staat van Oekraïense Kozakken tussen 1649 en 1764.
Het gebied kwam ongeveer overeen met het huidige centrale gedeelte van Oekraïne.

## Geschiedenis
Het Kozakken-Hetmanaat werd opgericht door Bohdan Chmelnytsky ten tijde van de Chmelnytskyopstand in 1649. In tegenstelling tot eerdere pogingen was deze Kozakken-opstand een succes tegenover de Poolse koning en de Poolse landadel (waar ze tot op zekere hoogte zelf ook deel van uitmaakte). 
De ondertekening van een militair verdrag van Perejaslav met het Tsaardom Rusland in 1654 wordt beschouwd als een belangrijke gebeurtenis in zowel de Oekraïense als de Russische geschiedschrijving. Tegelijk wordt betwijfeld of dit om een echt verdrag ging, aangezien het verdrag niet bewaard is gebleven. Het zou hebben betekend dat het Hetmanaat een vazal of bondgenoot van de tsaar werd, maar met verregaande autonomie of zelfs onafhankelijkheid. Het Pools-Litouws Gemenebest moet de facto erkennen dat het de macht over het Kozakken-Hetmanaat had verloren.
De Kozakken zouden gedurende de rest van het Hetmanaat voortdurend van bondgenootschap veranderen tussen Rusland, Polen–Litouwen en het Krimkanaat (dat weer een Ottomaanse vazal was), om door geen enkel ander land geheel overheerst te worden. De buurlanden werden zo tegen elkaar uitgespeeld en iedere bondgenoot van de Kozakken moest hen zelfbestuur garanderen.
Het Verdrag van Androesovo uit 1667, gesloten zonder enige vertegenwoordiging van het Kozakken-Hetmanaat, zorgde voor de verdeling van de staat in een Pools en Russisch gedeelte gescheiden door de Dnjepr.

## Bevolking
De Kozakken waren van oorsprong geen etnisch homogene groep, maar eerder een verzamelnaam voor allerlei verschillende groepen bannelingen, vrijheidszoekers en avonturiers die zich vanaf de 15e eeuw probeerden te onttrekken aan het koninklijk gezag in het zuidoosten van de Kroon van het Poolse Koninkrijk. Ze gingen wonen in stanitsa's en bewapenden zich om zich te kunnen verzetten tegen pogingen van het centrale gezag om hen weer in het gareel te dringen. Ze bouwden uiteindelijk ook enkele versterkte woonplaatsen aan de Poolse grens met het Krimkanaat en Moskovië. Deze Kozakken ("vrije mensen" of "avonturiers") spraken verschillende talen, hadden verschillende etnische, culturele, religieuze en sociaal-economische achtergronden en allemaal hun eigen redenen om zich bij deze steeds groter wordende samenleving van stanitsa's aan te sluiten. Het Roetheens (voorloper van het Oekraïens) werd uiteindelijk de dominante voertaal, hoewel de meeste Kozakse edelen Pools en Latijn als schrijftalen bleven gebruiken, vooral voor diplomatieke doeleinden.
Met wisselend succes streden de Kozakken voor een zelfstandig bestaan in de uithoeken van de Poolse Kroon, waar velen uiteindelijk een soort semi-officiële status kregen als Geregistreerde Kozakken. Deze maakten onderdeel uit van de Poolse krijgsmacht, maar konden ook in opstand komen om hun eigen belangen te verdedigen. Met name de Zaporozka Sitsj verwierf vanaf 1552 in de loop der decennia de facto onafhankelijkheid van Polen, maar formeel hadden ze tot halverwege de 17e eeuw nog een eed van trouw aan de Poolse koning. De Kozakken kozen hun eigen aanvoerders, genaamd hetmans (van het Duitse Hauptmann en verwant aan het Nederlandse hoofdman), die naast militaire ook politieke en bestuurlijke functies kregen.